# Tipo de cambio spot
El precio spot o precio corriente de un producto, de un bono o de una divisa es el precio que es pactado para transacciones (compras o ventas) de manera inmediata. Este precio es lo contrario al precio futuro o forward price, donde los contratos se realizan ahora, pero la transacción y el pago ocurrirán en una fecha posterior. 
Los precios corrientes son calculados por medio de un método que usa los precios de los instrumentos operados en el mercado, obtenidos del efectivo de la curva del cupón. El resultado es la curva de precio corriente, que existe por cada uno de los diversos instrumentos que cotizan en los distintos mercados.
- Datos: Q1202993